# الخاطر
 الخاطر  تنتسب قبيله إلى خاطر بن إبراهيم بن خاطر بن علي بن خلف بن حسن بن خاطر بن خلف بن حسين بن المحسن بن محمد بن فلاح من بني موسى بن جعفر بن جعفر بن محمد بن علي زين العابدين بن الحسين بن الإمام علي بن أبي طالب  بن عبد المطلب بن هاشم الهاشمي، وهاشم من قريش القبيلة المضرية العدنانية
وفي حديث السيد علي بن يوسف الخاطر كبير أسرة الخاطر في دولة قطر أوضح صحة انتساب آل خاطر إلى آل بيت الرسول ﷺ.

## علاقه قبيله الخاطر مع البوعينين
الخاطر شيوخ البوعينين[بحاجة لمصدر] وهم من ال صبيح من بني خالد.
يقول الشاعر علي بن راشد الخاطر:
قال الشاعر عويضة بن جديد الكدادي الهاجري في عبد الله بن علي الخاطر واولاده:
وقد قام الخاطر بتأسيس عدة مدن منها الوكرة في قطر والجبيل في المملكة العربية السعودية. ويؤكد على ذلك رسالة الملك عبد العزيز المؤرخة في 12/5/1342ه ونصها (بسم الله الرحمن الرحيم من عبد العزيز بن عبد الرحمن آل فيصل إلى من يراه من جميع الطوارف سلمهم الله تعالى السلام عليكم وبعد من خصوص الجماعة عبد الله بن علي آل خاطر وإخوانه وجماعتهم معلوماً أنهم بنو بيوتاً وأملاكاً في بلدنا عينين فجميع الذي بنو وعمروا حنا ممضينه لهم ولا لأحد عليهم اعتراض يكون معلوم. 12جمادى الأول 1342ه)
جاء أيضاً في كتاب حمد الجاسر - جمهرة الأنساب القسم الأول ص 205 بقوله (أن الجبيل بلدة حديثه عمرها آل خاطر من قبيلة آل بوعينين وكانت قديماً تعرف باسم (عينين
كما جاء في كتاب الموسوعة الجغرافية لشرقي البلاد العربية السعودية لمؤلفه عبد الرحمن العُبيّد ج 2 ص 154 بقوله (اسم عينين كان معروفاً قبل سكن القبيلة المسماة بهذا الاسم والإمارة في عينين كانت لآل خاطر حتى استعادت الدولة السعودية الحديثة جميع المنطقة عام 1331ه)
يقول الشاعر سالم بن جبر البوعينين مشيرا إلى مشيختهم وإلى تأسيسهم لمدينة الجبيل:

## إنجازات الخاطر
كان لهم دور كبير في إخراج الشيخ أحمد بن محمد ال خليفة واهله بعد معركة الوكرة كما جاء في كتاب التحفة النبهانية في تاريخ الجزيرة العربية – تأليف الشيخ محمد أبن الشيخ خليفة النبهاني ص 124وكتاب عقد اللآل في تاريخ أوال – تأليف الشيخ محمد علي التاجر ص 134، 135 في حديثهم عن وقعة الوكرة سنة 1283هـ / 1865م والتي ذكر فيها الشيخ راشد بن مبارك آل خاطر الشيخ الرئيسي لقبيلة آل بوعينين والذي كان له دوراً رئيسياً في إخراج الشيخ أحمد بن محمد آل خليفة وأهله بعد اللجوء إليه فساعدهم بالوصول ليلاً إلى (الخوير) شمال قطر بعد حصار الشيخ جاسم بن محمد آل ثاني ومن معه من الرجال للوكرة من جهة الجنوب والشمال)
وقد قال شاعر ال خليفة الشيخ محمد بن إبراهيم ال خليفة في قصيدة طويلة بالفصحى كانت على هجرة بعض ال خاطر من الوكرة في قطر إلى الجبيل نذكر منها:
ويقول الشاعر مبارك بن عمهج البوعينين ذاكرا أيضا هجرتهم ومادحا عبد الله بن علي الخاطر:
وفي الشيخ عبد الله بن علي الخاطر يقول الشاعر محمد بن راشد البوعينين:
وقد استضاف الشيخ محمد بن حسن ال خاطر الملك عبد العزيز أثناء زيارته للبحرين يقول الشاعر عبد المحسن الصحاف في قصيدة بالفصحى مادحا الخاطر ووذاكرا ما فعله مع الملك عبد العزيز وتأسيسهم لمدينة الوكرة وعسكر والجبيل وذاكرا الشيخ عبد الله بن محمد الخاطر:
يقول حمد الجاسر بق ومنهم «آل خاطـر» سَرَاةُ مُمَدَّحُوْن.
كما كان للخاطر وقفات في اصلاح بعض اوضاع المنطقة ومنها كما جاء في كتاب أمراء وغزاة في شأن الأحداث التي جرت الشيخ جاسم بن محمد آل ثاني حاكم قطر والشيخ زايد بن خليفة شيخ أبوظبي بحديثة (حاول بعض وجهاء المنطقة من أمثال محمد بن حسن آل خاطر شيخ قبيلة آل بوعينين في البحرين وسلطان بن سلامة شيخ قبيلة آل بن علي في شعبان 1306هـ/أبريل1889م أن يدفعوا شيخ البحرين (الشيخ عيسى بن علي آل خليفة) للوساطة بين الشيخ زايد والشيخ قاسم وأعتذر الشيخ عيسى عن تلك المهمة بحجة أن الرجلين كليهما لم يطلبا تدخله في هذا الصدد، أما المقيم البريطاني فقد راقت له الفكرة ولهذا كلف الشيخ عيسى في رجب 1307هـ / مارس 1890م القيام بهذه المهمة). وهذا يدل على حسن رأيهم وبعد نظرهم ومكانتهم الاجتماعية الرفيعة
والشيخ قاسم بن محمد ال ثاني هو اب زوجة الشيخ محمد بن حسن الخاطر
يقول الشاعر سعد المهندي مادحا الشيخ عيسى بن علي الخاطر:

## الأصول
وقد قام الخاطر بتأسيس عدة مدن منها الوكرة[بحاجة لمصدر] في قطر و الجبيل[بحاجة لمصدر] في المملكة العربية السعودية. ويؤكد على ذلك رسالة الملك عبد العزيز المؤرخة في 12/5/1342هـ ونصها « بسم الله الرحمن الرحيم من عبد العزيز بن عبد الرحمن آل فيصل إلى من يراه من جميع الطوارف سلمهم الله تعالى السلام عليكم وبعد من خصوص الجماعة عبد الله بن علي آل خاطـر وإخوانه وجماعتهم معلوماً أنهم بنو بيوتاً وأملاكاً في بلدنا عينين فجميع الذي بنو وعمروا حنا ممضينه لهم ولا لأحد عليهم اعتراض يكون معلوم. 12جمادى الأول 1342هـ ».
يقول عبد الرحمن العُبيّد: «اسم عينين كان معروفاً قبل سكن القبيلة المسماة بهذا الاسم والإمارة في عينين كانت لآل خاطر حتى استعادت الدولة السعودية الحديثة جميع المنطقة عام 1331هـ»